# Marita Petersen
Marita Sámalsdóttir Petersen (ur. 21 października 1940 w Vágur, zm. 26 sierpnia 2001 w Thorshavn) – farerska polityk, premier Wysp Owczych w latach 1993–1994, działająca w ramach Partii Socjaldemokratycznej (Javnaðarflokkurin).
Marita wyszła za mąż za Káriego Dalsgaarda Petersena i miała z nim trzech synów – Atliego, Uniego i Búiego. Jej rodzicami byli nauczyciele Sámal Johansen i Anna Elisabeth Matras.

## Kariera
Pierwszym, ważnym posunięciem w karierze Marity Petersen było wejście do rządu Wysp Owczych w 1988. Następny rok okazał się dla niej znacznie pomyślniejszy, bowiem objęła stanowisko przewodniczącej Stowarzyszenia Nauczycieli. Później, w latach 1991–1993 była ministrem edukacji, kultury, spraw kościelnych oraz sprawiedliwości. Po objęciu fotela premiera w 1993 przejęła także obowiązki ministra administracji, podziemi i płac publicznych. Była pierwszą, i jak na razie jedyną, kobietą na stanowisku prezesa rady ministrów swego kraju. W latach 1993–1996 przewodniczyła swej partii. Fotel premiera udostępniła Edmundowi Joensenowi w 1994 roku. W latach 1998–2001 była zastępcą członka duńskiego Folketingu.